# Ковырзин, Алексей Георгиевич
Алексей Георгиевич Ковырзин (30 марта 1901, дер. Село, Олонецкая губерния — 10 декабря 1947, Москва) — генерал-майор Советской Армии, участник Гражданской, советско-финской и Великой Отечественной войн.

## Биография

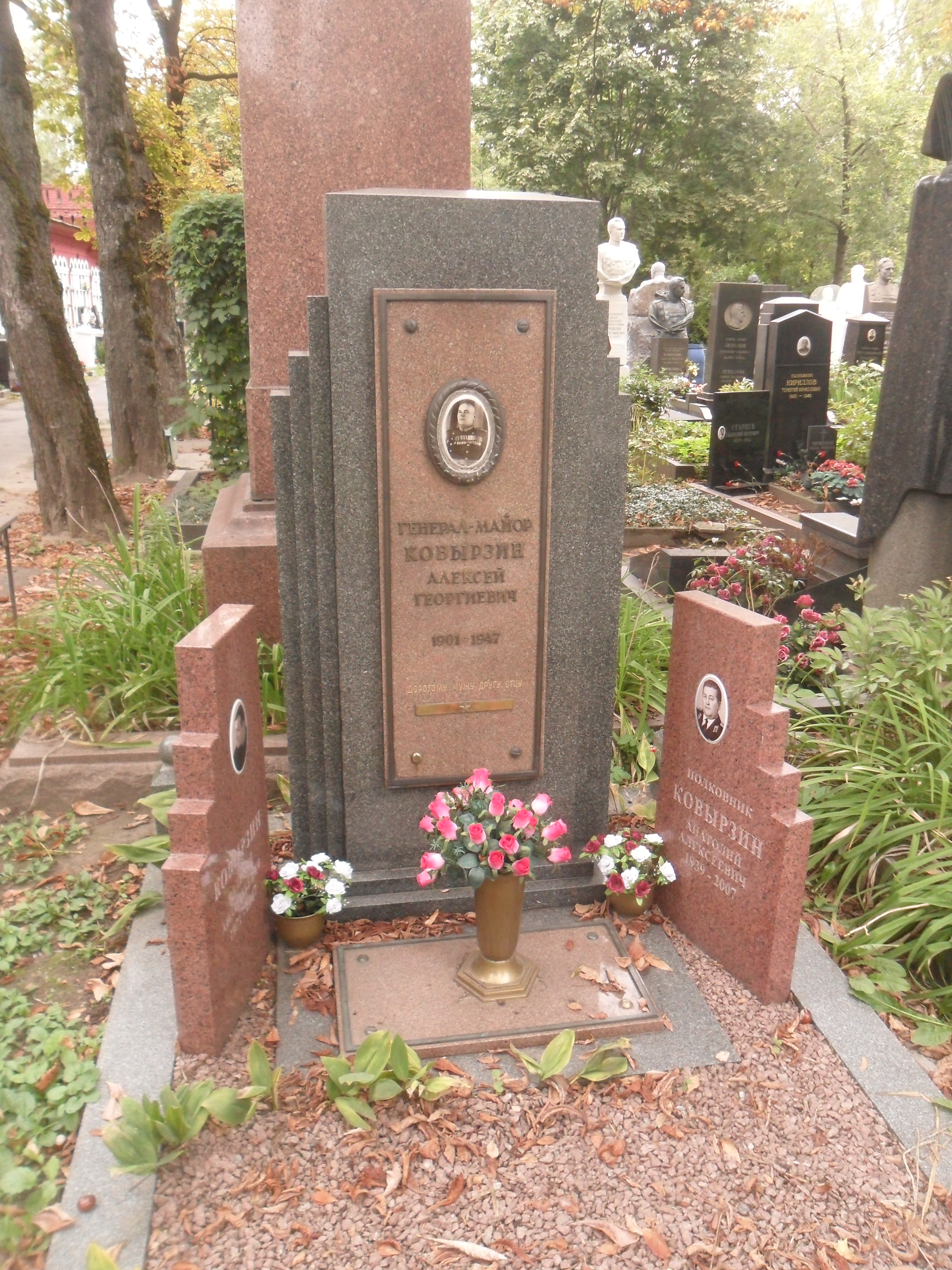
Могила Ковырзина на Новодевичьем кладбище Москвы.

Родился 30 марта 1901 года в деревне Село (ныне Няндомского района Архангельской области).
В январе 1919 года он пошёл на службу в Рабоче-крестьянскую Красную Армию.
Участвовал в боях Гражданской войны.
С ноября 1926 года – военком Кадниковского уездного военкомата. С мая 1929 года – военком Каргопольского уездного военкомата. С февраля 1931 года – военком Усть-Кульского уездного военкомата.
С ноября 1931 года – помощник начальника мобилизационной части штаба 1-го стрелкового корпуса. С февраля 1935 года – заместитель начальника мобилизационной части штаба 1-го стрелкового корпуса.
С марта 1936 по апрель 1937 года – помощник начальника отдела снабжения горючим Ленинградского военного округа. С апреля 1937 по 15 августа 1940 года – начальник отдела снабжения горючим Ленинградского военного округа. В период советско-финской войны 1939-1940 годов 4 месяца был начальником отдела снабжения фронта.
15 августа 1940 года Ковырзин был назначен заместителем начальника управления снабжения горючим РККА, занимал эту должность вплоть до 1944 года.
С 1944 по 1945 год - начальник отдела снабжения горючим 2-го Белорусского фронта и Северной группы войск. В 1942 году Ковырзину было присвоено звание генерал-майора интендантской службы.
После окончания войны генерал-майор Алексей Ковырзин работал в Министерстве Вооружённых Сил СССР.
С 1946 по 1947 год - начальник Управления снабжения горючим ВВС Вооруженных Сил СССР.
Скоропостижно скончался 10 декабря 1947 года, похоронен на Новодевичьем кладбище Москвы.
Награды
2 ордена Ленина (31.05.1945; 06.11.1945);
3 ордена Красного Знамени (21.03.1940; 24.07.1944; 03.11.1944, за выслугу лет);
Орден Отечественной войны 1-й степени (20.03.1945);
Орден Красной Звезды (03.03.1942);
Медаль "ХХ лет РККА" (1938);
рядом медалей, а также тремя польскими наградами.
В честь Ковырзина названа улица в Няндоме.